# Estação ferroviária de Chongqing Leste
A Estação ferroviária de Chongqing Leste é uma estação ferroviária no distrito de Nan'an, Chongqing, China. A construção do saguão da estação começou em 2022 e foi concluída em 27 de junho de 2025.  A longo prazo, servirá como uma parada na ferrovia de alta velocidade Chongqing–Xiamen, na ferrovia de alta velocidade Xangai–Chongqing–Chengdu e na ferrovia de alta velocidade Chongqing–Wanzhou.

## Estação de metrô
As linhas 6, 8, 24 e 27 do Metrô de Chongqing terão uma parada em Chongqing Leste. O ramal da Linha 6 deverá ser inaugurado em 27 de junho de 2025, as Linhas 24 e 27 estão em construção e a Linha 8 faz parte de um planejamento de longo prazo que não foi aprovado pela NDRC.[carece de fontes?]